# Kaski-Budki
Kaski-Budki – część wsi Kaski w Polsce, w województwie mazowieckim, w powiecie grodziskim, w gminie Baranów.
Od 1 stycznia 1973 stanowi odrębne sołectwo.